# IC 1925
IC 1925 = IC 1929 ist eine Spiralgalaxie vom Hubble-Typ Sab im Sternbild Horologium am Südsternhimmel. Sie ist schätzungsweise 588 Millionen Lichtjahre von der Milchstraße entfernt und hat einen Durchmesser von etwa 140.000 Lj.
Im selben Himmelsareal befinden sich u. a. die Galaxien IC 1924, IC 1926, IC 1932, IC 1936.
Das Objekt wurde am 14. Oktober 1898 vom US-amerikanischen Astronomen DeLisle Stewart entdeckt.